# Гозе, Изабель Мария
Изабель Мария Гозе (нем. Isabel Marie Gose; род. 9 мая 2002, Берлин) — немецкая пловчиха, бронзовый призёр летних Олимпийских игр 2024 года, чемпионка мира 2025 года на открытой воде, чемпионка мира 2024 года на короткой воде, чемпионка Европы 2022 года. Участница летних Олимпийских игр 2020 и 2024 годов.

## Спортивная карьера
На летних Олимпийских играх 2020 года в Токио принимала участие в заплывах на 400 и 800 метров. Лучшим результатом стало попадание в финал на дистанции 400 метров вольным стилем и итоговое шестое место.
В ходе чемпионата Европы по водным видам спорта в 2022 году в Риме стала чемпионкой континента на дистанции 400 метров вольным стилем.
В 2024 году на чемпионате мира в катарской Дохе завоевала три медали в индивидуальных заплывах вольным стилем.
В июле-августе 2024 года приняла участие в летних Олимпийских играх в Париже. На дистанциях 400 и 800 метров вольным стилем выходила в финалы и становилась пятой. На дистанции 1500 метров стала бронзовой призёркой Игр. Принимала также участие в эстафете 4 по 200 метров вольным стилем, где Германия не смогла квалифицироваться в финал.
На чемпионате мира в 25-метровом бассейне, в декабре 2024 года в Будапеште, стала обладательницей золотой медали на дистанции 1500 метров вольным стилем, также была серебряным призёром на дистанции 800 метров.
В Сингапуре на чемпионате мира 2025 года в командной эстафете на открытой воде стала чемпионкой мира. 